# Río Noceda (afluente del Mao)
El río Noceda es un río de la provincia de Lugo, Galicia, España.

## Curso
El Noceda avena casi todo el término municipal de Incio por su parte baja. Es un río que discurre tranquilo y por zonas sin grandes desniveles, la cota media es de 800 m, al contrario que otros ríos del municipio.
Tiene como afluentes a los arroyos Pena Maior, Geda, Muiña, Rivado, Freiseiro y Nogueirido. 
Desemboca en el río Mao, a altura del municipio lucense de Bóveda